# Ranožírovci
Ranožírovci byli usedlým rodem v oblasti jihozápadní Moravy již ve 12. století. Zakladatelem rodu byl Ranožír, leník dolnorakouských hrabat z Perneku. Ve 13. století patřili na tomto území k největším držitelům majetku. Vedle Rancířova drželi Bílkov (s dvěma až pěti vsemi), v údolí Jihlávky jsou spojováni s počátky farních vsí Rančířova a Vílance a z dalších lokalit zřejmě i Rantířova, Cerekvičky, Rosic, Louček a snad i Falknova. Členové rodu se připomínají i jako první majitelé farních vsí Krasonic, Cizkrajova, Peče, Želetavy a Kostelního Vydří. Před rokem 1348 získali i Budeč a Starou Říši a dále i Stonařov a Horní Slatinu. Rod byl na jihozápadní Moravě velmi početný a po rozpadu rodového nedílu drželi členové jednotlivých rodových větví jen menší souvislá panství nepřesahující deset vsí.

## Historie
Rod Ranožírovců je označován podle jména svého prvního známého člena rod, jehož členové měli v erbu jelení paroh. Ve svědečné řadě zakládací listiny premonstrátského kláštera v Dolních Kounicích je připomínán Ranožír z Ranožírova, přičemž Ranožírovem je pravděpodobně ves Rancířov u Jemnice. Tato listina je ale falzem z 3. čtvrtiny 13. století a nemá oporu v pravé listině. Šlechtice Ranožíra (Ranožír I.) zmiňuje též druhá zakládací listina kláštera v Jeruši v Dolním Rakousku z roku 1242. Ranožír klášter obdaroval osmi lány v Jeruši, které zde držel jako léno.
Pravděpodobně stejnojmenný Ranožírův potomek (Ranožír II.) se připomíná v opisu listiny Václava I. z roku 1233, kde Václav potvrzuje hranice Želivského kláštera. Oproti originálu totiž opis ze 14. století uvádí jako spornou stranu i syny Ranožírovi. Jméno Ranožír se pak objevuje ještě dvakrát v královské listině pro klášter Louka u Znojma z roku 1234, přičemž za předka rodu lze považovat šlechtice Ranožíra titulovaného jako magister venatorum, druhý Ranožír (z Plavče) měl totiž v erbu rohatou kozí hlavu. V roce 1234 se ve svědečné řadě listiny markraběte Přemysla pro klášter v Rajhradu zmiňuje Ranožírův syn Smil, společně pak otec Ranožír se synem Smilem vystupují ve dvou markraběcích listinách z roku 1238. Písemně jsou doloženi ještě Smilovi bratři: Jaroš (r. 1245), Ratibor (sporně r. 1252, nesporně r. 1253) a Markvart.
Smil z Bílkova je připomínán jako poručník syna Ekharda z Miroslavi (erbu tří lupenů či leknínových listů), což naznačuje, že mezi oběma rody mohl někdy v 50. nebo 60. letech 13. století vzniknout příbuzenský vztah. Zrovna tak převod statku Budeč od pánů z Trnavy (dolnorakouský hrad v Unterthürnau) k Ranožírovcům (od r. 1346) lze spojit s nějakým sňatkem členky Vikartovy větve. O sňatkovém spojení lze uvažovat také u Smila z Hrádku nebo jednoho z jeho bratrů s Evou, příslušnicí rodu pánů z Říše a Hrádku, dále pak kolem první poloviny 14. století s Jakubovskými Pernštejny, kdy Jimram a Filip byli příbuzní s Ranožírovcem Oldřichem ze Želetavy.

### Ranožírovci z Bílkova
Hlavní linie Ranožírovců sídlila nedaleko Dačic v Bílkově, kde si před rokem 1253 založila hrad a kostel sv. Jana Křtitele. Bílkov držel nejstarší syn Ranožíra II. Smil z Bílkova za služby králi Václavovi I. a jeho synovi Přemyslu Otakarovi II. Za Přemysla Otakara II. zastával Smil úřad purkrabího na Bítově, v letech 1253-1254 krále doprovázel na křížovou výpravu do pohanských Prus a v roce 1277 vedl jménem krále spolu s biskupem Brunem a notářem Oldřichem mírová jednání s Rudolfem Habsburským. Naposledy se připomíná v roce 1279 a v roce 1301 se o něm mluví už jako o mrtvém.
Po Smilovi se po Bílkově psal jeho syn Ješek a po něm Ješkova dcera Klára. Někdy v 1. polovině 14. století hlavní větev rodu Ješkem z Bílkova vymřela. Klára svým sňatkem kolem roku 1330 přinesla bílkovské zboží Oldřichovi z Hradce věnem. Bílkovské panství zahrnovalo nejprve jen osady na levém břehu Dyje: Bílkov, Dobrohošť, Manešovice, Chlumec a Hříšice. Před rokem 1348 získal rod také Dačice a zboží rozšířil o vsi na pravém břehu Dyje: Toužín, Hostkovice, Lipolec a Dolní Němčice. 
Již během 80. let 13. století se potomci Smila z Bílkova a jeho bratrů začali psát podle různých jiných lokalit. Doložen Crh z Krasonic (r. 1286), Smil z Hrádku a Hartleb z Cizkrajova (r. 1301), Smil z Krumvaldu (r. 1302, snad totožný se Smilem z Hrádku), Markvart z Rancířova s bratry Jarošem z Vydří a Smilem z Peče (r. 1305), Volfram ze Slatiny (1318-1338 bratr Smila z Hrádku), Albrecht ze Stonařova (r. 1347), Ranožírovci přijali též predikáty po Budči, Želetavě a po Říši (Nová Říše).

### Rodová větev z Rančířova
Z další rodové větve pocházeli bratři Markvart z Rančířova, Jaroš z Vydří a Smil z Peče, kteří v roce 1305 odevzdali patronátní právo kostela v Rančířově u Jihlavy klášteru v Jeruši. Jaroš se připomíná ještě v roce 1310 a Markvart v roce 1335 (držba šesti lánů a dvou pozemků ve Vílanci). Markvartovou chotí byla Markéta, s kterou měl syny Viléma a Markvarta.
Vilém prodal svému bratru v roce 1358 za 14 kop půl lesa a pole a dva lány, v roce 1360 se spolčil s Filipem z Loučky a v roce 1365 odevzdal Markvartovi v Rančířově majetky v hodnotě 40 hřiven (popluží, tři lány, dva podsedky, půl lesa a půl menšího lesa, půl tvrze a patronátní právo k tamnímu kostelu).
Bratr Markvart se spolčil v roce 1360 se svou matkou Markétou na majetku v Cerekvičce a Rosicích u Jihlavy, v roce 1365 v Rosičce prodal čtyři lány Hilbrandu z Vilímče. Vzhledem k tomu, že držel Rosičku jako markraběcí léno, byla tato intabulace na zákrok Franka z Kunovic v roce 1368 zrušena.
Potomkem Smila z Peče byl snad Štěpán z Peče, jehož chotí byla v roce 1371 Markéta z Rudolce. Ten přijal v roce 1373 na spolek na zboží v Peči svou ovdovělou tchyni Herku, která mu zboží předtím zapsala. V roce 1390 prodal tři lány v Rudolci, v roce 1391 přivěsil svou pečeť na listinu Ješka Rúse z Lipnice a v roce 1392 prodal slavonickému rychtáři Svinkovi další tři lány, což mu dosvědčil Ctibor z Peče. Štěpán se tehdy psal po Rotenpachu, kde v roce 1386 obdržel od markraběte Jošta pět lánů a podsedka, svědčil též při prodeji vsi Heřmaneč Konrádem Krajířem z Krajku Jindřichovi staršímu z Hradce. Za jeho syna je považován Václav z Peče, který v roce 1416 prodal v Peči Janu mladšímu z Hradce dvůr s rybníkem..

### Rodová větev z Louček
Jako první člen této rodové větve je znám Filip z Menhartic (též s predikátem z Louček a z Plavče). V roce 1349 zapsal své manželce Zbyňce na Menharticích 100 hřiven věna a v Loučce na čtyřech lánech, podsedku a popluží, svého bratra Vznatu vzal na spolek a v roce 1351 směnil osm lánů v Loučce se Zdeňkem z Plavče za majetek v Plavči. Další část Plavče koupil od faráře Aleše z Mostišť a další v roce 1353, když vyplatil věno Anny, vdovy po Vavřinci z Plavče. V roce 1351 koupil od Archleba z Lechovic lány s lesem v Psářích a v roce 1356 majetky v Psářích odprodal Filipovi z Kostník. Ve stejném roce prodal Dolní Plaveč (s hradem, kostelním lánem, dvěma poplužími, dvorem, poli, mlýnem a vodními právy) Alešovi z Police. Naposledy se připomíná v roce 1359 jako svědek při prodeji zboží v Nové Říši bratrům z Brtnice.

### Bohuš z Lubnice
Erb parohu užíval také Bohuš z Lubnice, který se psal též po Bělčovicích a Bačkovicích. Při deskovém zápisu v roce 1376 použil predikátu „z Lubnice“. Tehdy společně se Seidlinem z Lubnice rozšířil lubnické zboží o ves Bělčovice, které získali od Hojka z Ústrašína. Proti koupi podali odpor Markvart z Biskupic (psal se i z Police) a Anežka (vdova Dětřicha). Chotí Bohuše byla Dorota, dcera Elišky z Pálovic, které její matka zapsala v roce 1378 100 hřiven grošů věna na Pálovicích a Bohuš ji zapsal na tvrzi a dvoru v Bělčovicích úrok jedné kopy ročně (užil predikátu „z Bělčovic“).
V roce 1385 koupil Bohuš („z Lubnice“) od Smila z Police tři díly Bačkovic a začal se psát podle této lokality. V roce 1389 použil predikátu „z Bačkovic“, když ručil Peškovi z Pálovic za dluh 30 hřiven u Ješka z Kunštátu. V roce 1390 se mu podařilo získal od Filipa z Lubnice další čtvrtinu Bačkovic a tím i držet celé bačkovické zboží. V roce 1415 již Bohuš nežil a jeho vdova Dorota přijala na své věno v Bělčovicích Mikšíka z Bělčovic a jeho manželku Bohuslavu. Ručiteli dluhů po Bohušovi byli Přech z Kojetic a z Hrádku (u Lukova), Leopold z Kojetic, Mikšík z Bělčovic, Jošt z Pálovic a Orlík z Gehenraytu, kteří v roce 1415 prodali ves Bačkovice s dvorem a dvěma poplužími (Bohušův majetek) Adamovi z Lovčovic.

### Pražmové z Bílkova
Václav z Peče, který v roce 1415 prodal ves Peč Janovi mladšímu z Hradce, stvrdil list pečetí, na níž jsou dva parohy. Později držel Tulešice (r. 1448) a nakonec předkové z bílkovského rodu přesídlili do Olomouckého kraje, kde drželi Chudobín. Pražmové se rozvětvili, nakoupili statky na severní Moravě (např. Bílovec, Chropyně, Jistebník). Karla z Bílkova po Bílé hoře odsoudili, později dostal milost.
Pražmové z Bílkova byli starého rodu (od r. 1624) panského, až Jan Bernart Pražma, zemský sudí v knížectví Opolském a Ratibořském skrze majestát dd. 1655, 24. května povýšen byl do stavu hrabského. (R. K.) Tito páni byli jen větví rodu bohatého někdy v západní Moravě osedlého, jehož prvotní erb byl jelení roh o třech (druhdy čtyřech) parozích, kterýž potomci jich zdvojnásobili. I čteme v majestátu dd. 1625 dne 30. dubna, jímž Karel, Beneš, Jan a Vilém, bratří a strýcové Pražmové z Bílkova se do stavu panského rodův starožitných povýšují, takový popis jejich erbu: štít modré barvy a v něm dva rohy jelení od sebe vzhůru stojíce každý o 4 parozích své přirozené barvy, nad tím helm turnéřský s přikryvadly zlaté a modré barvy, s korunou zlatou královskou, z níž zase rohy týmž spůsobem jako v štítě vynikají. (R. K.) 
Časopis Matice moravské
Roku 1625 povýšil společně s Benešem Janem a Vilémem do panského stavu. Zanedlouho jejich potomci vymřeli, avšak další příslušníci rodu a majitelé Velké Lhoty a Budišovic, Jan Vilém a Bernard, opět povýšili do panského stavu. Páni z Bílkova pravděpodobně žil na Moravě a ve Slezsku i nadále. Zemský sudí ve slezské Opoli a Ratiboři, Jan Bernard, byl povýšen roku 1655 do hraběcího stavu a tento titul směli používat i jeho synové.
Ve znaku měli symetrické paroží vyrůstající z lebeční kosti. Při povýšení do panského stavu přijali do erbu modrou barvu. Barva paroží měla být přirozená, leč často bývalo zobrazováno zlatě.
Příbuzensky se spojili s Geraltovci, Oppersdorfy, Žerotíny, pány z Kynšperka, z Choltic a dalšími hlavně moravskými a slezskými rody.

### Podstatští z Prusinovic
Od Ranožírovců jsou odvozováni také Podstatští z Prusinovic.